# Atherinella ammophila
Atherinella ammophila är en fiskart som beskrevs av Chernoff och Miller, 1984. Atherinella ammophila ingår i släktet Atherinella och familjen Atherinopsidae. Inga underarter finns listade.